# Giorgio Gaber
Giorgio Gaber (ur. jako Giorgio Gaberscik 25 stycznia 1939 w Mediolanie, zm. 1 stycznia 2003 w Camaiore) – włoski piosenkarz i kompozytor, przedstawiciel piosenki autorskiej. Jeden z prekursorów rock and rolla we Włoszech.

## Życiorys
Giorgio Gaberscik urodził się jako drugie dziecko pochodzącego z Istrii Guido Gaberscika, z zawodu urzędnika i Carli Mazzoran. Gdy miał 9 lat uległ wypadkowi, w wyniku którego jego lewa ręka została lekko sparaliżowana. W wieku 15 lat zaczął grać na gitarze, aby, według zaleceń lekarza, zapobiec jej paraliżowi; granie w końcu doprowadziło go do zainteresowania się muzyką. Po uzyskaniu dyplomu w dziedzinie ksiegowości uczęszczał na wydział biznesu i ekonomii na Uniwersytecie im. Bocconiego płacąc za studia z honorariów otrzymywanych za występy w Santa Tecla, słynnej restauracji w Mediolanie. Poznał tam Adriano Celentano, Enzo Jannacciego i Mogola; ten ostatni zaprosił go na przesłuchanie do firmy fonograficznej Ricordi, która ze swej strony zaproponowała młodemu artyście nagranie płyty. Karierę artystyczną Gaber rozpoczął od piosenki „Ciao, ti dirò”, napisanej wspólnie z Luigim Tenco i uważanej za pierwszy włoski utwór rock and rollowy; wtedy też przyjął pseudonim artystyczny Giorgio Gaber. 
18 maja 1957 roku w Palazzo del Ghiaccio w Mediolanie odbył się pierwszy we Włoszech koncert rock and rollowy. Piosenkę „Ciao ti dirò” zaśpiewał wówczas Adriano Celentano, a akompaniował mu zespół Rock Boys w składzie: Luigi Tenco – saksofon, Enzo Jannacci i Giorgio Gaber – gitary, Gianfranco Reverberi – fortepian i Nando de Luca – perkusja. Po występie w mediolańskiej Santa Tecla, Gaber szybko dostał kontrakt płytowy i wydał „Ciao ti dirò”, swój pierwszy singiel.
W 1959 roku wspólnie z Enzo Jannaccim utworzył duet I due Corsari, który zadebiutował singlem „Ehi!… Stella”/„24 ore”. W roku następnym duet nagrał jedną ze swych najbardziej znanych piosenek, „Una fetta di limone”.
Po „Ciao, ti dirò” przyszły następne przeboje Gabera : „Non arrossire” (1960, z tekstem Umberto Simonetty autora telewizyjnego i teatralnego), „La ballata del Cerruti” (1960), „Trani a gogò” (1962, piosenka inspirowana folklorem mediolańskim, napisana do tekstu Simonetty), „Porta Romana” i „Le nostre serate” (1963).
W sezonie 1960/61 Gaber dał swój pierwszy recital w teatrze występując na deskach Teatro Gerolamo di Milano razem z Marią Monti w sztuce Il Giorgio e la Miaria wyreżyserowanej przez Giancarla Cobelliego. W 1961 roku parze z Monti zadebiutował również na Festiwalu Piosenki Włoskiej w San Remo śpiewając piosenkę „Benzina e cerini”. Również w 1961 roku wydał swój pierwszy album, zatytułowany Giorgio Gaber. Znalazło się na nim pięć piosenek wydanych uprzednio na singlach, cztery piosenki nowe i kilka w nowych wersjach. Wziął udział w kolejnych edycjach Festiwalu Piosenki Włoskiej w San Remo: w 1964 roku – z piosenką „Così felice”, w 1966 z – „Mai mai mai Valentina” i w 1967 – z „E allora dai”. Prowadził też różne programy telewizyjne; w 1969 roku w konkursie Canzonissima zaśpiewał piosenkę „Com'è bella la città”.
W 1965 roku Gaber ożenił się z Ombrettą Colli, która również wywodziła się ze środowiska teatralnego (studiowała w Piccolo Teatro w Mediolanie). W 1966 roku urodziła się im córka Dalia. Latem 1966 Gaber zajął drugie miejsce na Festiwalu Piosenki Neapolitańskiej z piosenką „’A Pizza”.

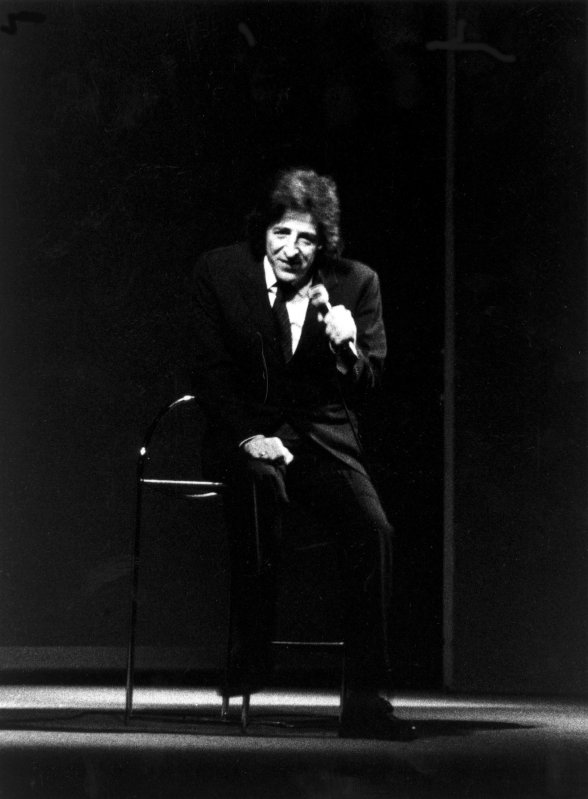
Giorgio Gaber podczas koncertu

Pod koniec lat 60. Piccolo Teatro zaproponował mu danie recitalu Il signor G, pierwszego z długiej serii spektakli muzycznych, wystawianych w teatrze, w których piosenki przeplatały się z monologami wprowadzając widza w określony klimat problematyki społecznej, politycznej oraz miłości, cierpienia i nadziei, występy przyprawione były ironią w celu wywołania uśmiechu, ale także pobudzenia sumienia. Il signor G ukazał się w 1970 roku jako dwupłytowy album, pierwszy tego typu w jego karierze. W 1972 roku ukazał się jego album Dialogo Tra Un Impegnato E Un Non So, nagrany na żywo 6, 7 i 8 listopada tego samego roku. Inne ważniejsze recitale teatralne Gabera, to: Far finta di essere sani (1972), Libertà obbligatoria" (1976), Polli d'allevamento (1978), Il grigio (1989), E pensare che c'era il pensiero (1995), Un'idiozia conquistata a fatica (1998). Obdarzony głębokim głosem Gaber traktował monolog i muzykę jako szczególny sposób wyrażania siebie.
Po nagraniu albumów poświęconych wyłącznie rejestracji swych spektakli, powrócił w 2001 roku na rynek płytowy z albumem La mia generazione ha perso. Zmarł po długiej chorobie 1 stycznia 2003 roku, w swojej willi w Montemagno w Versilia, gdzie spędzał święta z żoną i córką Dalią. 24 stycznia tego samego roku ukazał się jego ostatni album Io non mi sento italiano.

## Dyskografia
W ciągu swej kariery artystycznej Gaber nagrał 32 albumy, w tym 1 z Miną i 1 z Enzo Jannaccim
- 1961 – Giorgio Gaber
- 1964 – Questo e quello
- 1965 – Mina & Gaber – Un'ora con loro
- 1967 – Tutti i successi diGiorgio Gaber. Vol. I
- 1968 – Sai com'è
- 1968 – L’asse d'equilibrio
- 1970 – Il signor G (2xLP)
- 1970 – Sexus et politica
- 1971 – I borghesi
- 1972 – Dialogo tra un impegnato e un non so
- 1972 – Barbera e champagne
- 1973 – Far finta di essere sani
- 1974 – Anche per oggi non si vola
- 1978 – Polli di allevamento
- 1979 – Snoopy contro il barone rosso
- 1980 – Pressione bassa
- 1980 – Gaber al Piccolo (5xLP, Album + Box)
- 1981 – Anni affollati
- 1982 – Il Teatro di Giorgio Gaber (Anni affollati)
- 1984 – Gaber
- 1985 – Io se fossi Gaber
- 1987 – Parlami d'amore Mariù
- 1987 – Piccoli spostamenti del cuore
- 1989 – Il grigio (2xCD)
- 1992 – Il teatro canzone
- 1998 – Un'idiozia conquistata a fatica
- 2001 – La mia generazione ha perso
- 2003 – Io non mi sento italiano
- 2004 – Il signor G/I borghesi
- 2007 – Libertà obbligatoria (nagrana w 1976)
- 2007 – Far finta di essere sani
- rok nieznany – Giorgio Gaber - Enzo Jannacci